# Церковь Святой Ирины (Сантарен)
Церковь Святой Ирины (порт. Igreja de Santa Iria) — католическая церковь, находящаяся в районе Санта-Ирия-да-Рибейра-де-Сантарен города Сантарен, Португалия. Храм освящён в честь святой Ирины.

## История
Церковь Святой Ирины Томарской была построена предположительно в XII веке. Считается, что строительство храма началось после того, как Афонсу I Великий освободил Сантарен от мусульман. Существует другое мнение, что храм был построен в более ранний период вестготов. В 1688 году храм перестроили, добавив элементы барокко и сохранив готические элементы только на одной из боковых часовен. Церковь сильно пострадала во время землетрясения 1755 года, когда были серьёзно повреждены купола, ризница, хор и своды.

## Архитектура
Первоначально храм был построен в готическом стиле. В 1688 году церковь перестроили в барочном стиле с многочисленными элементами Ренессанса на пилястрах, средокрестии и колоннах тосканского ордера. Сохранились некоторые более ранние элементы готической архитектуры на куполе одной из боковых часовен. Внутренний интерьер имеет три нефа c пятью пролётами, разделёнными колоннами тосканской архитектуры. Стены облицованы белым камнем с португальскими изразцами азулежу XVII века синего и жёлтого цвета. Баптистерий облицован керамическим полихромным изображением Крещения Иисуса Христа. На куполах находится декоративная живопись. В сводчатой алтарной части расположен алтарь, украшенный деревянными элементами из драгоценной древесины.
В одной из часовен находится деревянная скульптура Иисуса Христа XIII века, приобретённая приходом в 1864 году у одного из местных бенедиктинских монастырей.